# Pterogramma vittata
Pterogramma vittata är en tvåvingeart som först beskrevs av Malloch 1914.  Pterogramma vittata ingår i släktet Pterogramma och familjen hoppflugor.
Artens utbredningsområde är Costa Rica. Inga underarter finns listade i Catalogue of Life.